# D (bande dessinée)
Pour les articles homonymes, voir D.
D est une série de bande dessinée fantastique scénarisée par Alain Ayroles, dessinée par Bruno Maïorana et mise en couleurs par Thierry Leprévost, parue en trois tomes entre 2012 et 2014. Elle relate une chasse aux vampires se déroulant au Royaume-Uni au XIXe siècle, en revisitant principalement le mythe de Dracula.

## Synopsis
L'explorateur Richard « Dick » Drake, revenu d'Afrique, rentre à Londres. Dans une soirée de la haute société, il rencontre une jeune femme, Catherine Lacombe. Plus tard, au cours de cette même soirée, il sauve la jeune femme d'un curieux individu, Mr Jones, qui lui avoue chasser le vampire. Ce dernier accuse le cavalier de Mlle Lacombe, Lord Faureston, d'être un vampire.

## Albums
- 1 Lord Faureston, Guy Delcourt Productions, Paris, 2009
Scénario : Alain Ayroles - Dessin : Bruno Maïorana - Couleurs : Thierry Leprévost -  (ISBN 978-2-7560-0412-9)
- 2 Lady d'Angerès, Guy Delcourt Productions, Paris, 2011
Scénario : Alain Ayroles - Dessin : Bruno Maïorana - Couleurs : Thierry Leprévost -  (ISBN 978-2-7560-1960-4)
- 3 Monsieur Caulard, Guy Delcourt Productions, Paris, 2014
Scénario : Alain Ayroles - Dessin : Bruno Maïorana - Couleurs : Thierry Leprévost -  (ISBN 978-2-7560-1960-4)